# Natalja Bočinová
Natalja Valerjevna Bočinová (rusky Наталья Валерьевна Бочина, * 4. ledna 1962 Petrohrad) je bývalá sovětská atletka, která soutěžila hlavně na 200 m. Trénovala v Dynamu v Leningradu. Bočinová se narodila v Petrohradě a byla relativně mladá když ve věku 18 let, když startovala na letních olympijských hrách v roce 1980 v Moskvě. Získala za 22,19 sekund stříbrnou medaili. Poté pomohla svým týmovým atletkám Věře Komisové, Ludmile Maslákové a Věře Anisimové získat stříbrnou medaili v štafetě na štafeta 4 × 100 m.